# 도고촌 (후쿠오카현)
도고촌(東郷村)은 후쿠오카현 기쿠군에 일찍이 존재했던 촌이다. 현재의 기타큐슈시 모지구의 일부에 해당한다.